# Dryadomyces amasae
Dryadomyces amasae är en svampart som beskrevs av Gebhardt 2005. Dryadomyces amasae ingår i släktet Dryadomyces och familjen Ophiostomataceae.   Inga underarter finns listade i Catalogue of Life.